# 運貨船9号型
運貨船9号型（英語: YL-09 class landing craft lighters）は、海上自衛隊の第1種支援船。公称船型は50トン型運貨船。
物資・弾薬の輸送を主眼として、各基地の港務隊に配備されている。設計面では、アメリカ海軍のLCM(8)型機動揚陸艇との類似が指摘されている。
船首にバウ・ランプを有しており、海岸に擱座（ビーチング）しての物資移送を可能としており、車両の搭載も可能である。また船中部両舷には力量2トンの小型クレーンを1基ずつ備えており、こちらも物資の揚降に用いることができる。船尾にはビーチング（揚陸）時における離岸用の錨を備える。なおYL-13以降では大型のクレーンを左舷側に1基備えるのみとしているほか、主機関もUM6 SD1 TCCに変更されている。

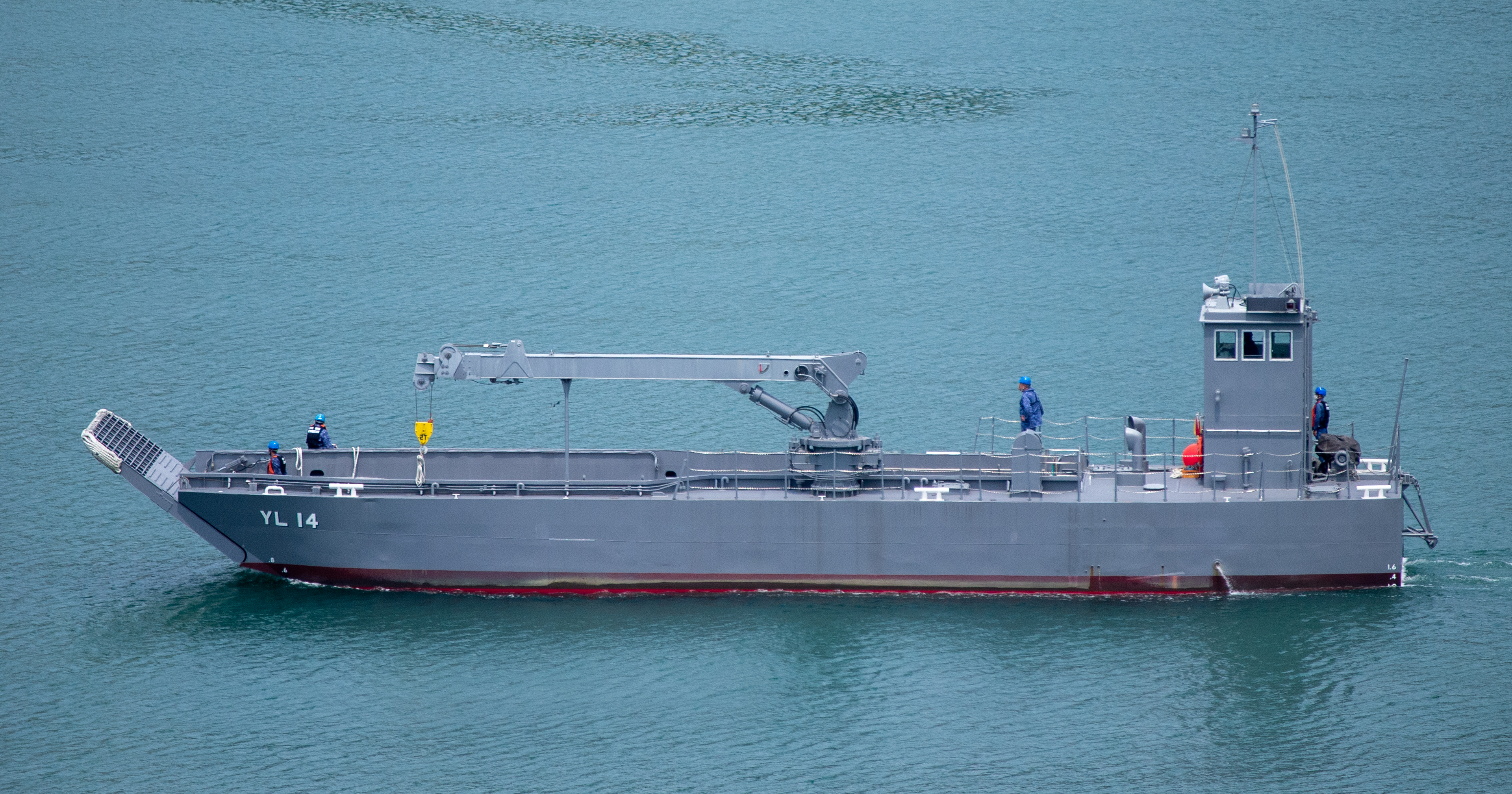
真横から見た運貨船14号。船尾に離岸用錨が確認できる。

## 同型船一覧
| #     | 船名       | 造船所       | 起工   | 竣工          | 配属及び除籍                |
| ----- | ---------- | ------------ | ------ | ------------- | --------------------------- |
| YL-09 | 運貨船9号  | 横浜ヨット   | 1979年 | 1980年3月28日 | 2015年3月12日               |
| YL-10 | 運貨船10号 | 石原造船     | 1982年 | 1983年2月28日 | 2015年3月20日               |
| YL-11 | 運貨船11号 | 石原造船     | 1987年 | 1988年3月25日 | 2021年6月18日               |
| YL-12 | 運貨船12号 | 石原造船     | 1992年 | 1993年3月15日 | 佐世保港務隊 （佐世保基地） |
| YL-13 | 運貨船13号 | 石原造船     | 1993年 | 1994年9月26日 | 横須賀港務隊 （横須賀基地） |
| YL-14 | 運貨船14号 | 石原造船     | 1994年 | 1995年7月28日 | 舞鶴港務隊 （舞鶴基地）     |
| YL-15 | 運貨船15号 | 石原造船     | 1997年 | 1998年9月30日 | 佐世保港務隊 （佐世保基地） |
| YL-16 | 運貨船16号 | 本瓦造船     | 2014年 | 2015年3月12日 | 横須賀港務隊 （横須賀基地） |
| YL-17 | 運貨船17号 | 本瓦造船     | 2014年 | 2015年3月20日 | 呉港務隊 （呉基地）         |
| YL-18 | 運貨船18号 | 北浜造船鉄工 | 2020年 | 2021年6月18日 | 大湊港務隊 （大湊基地）     |